# Коксу
Коксу (на казахски: Көксу; на руски: Коксу) е река в Югоизточен Казахстан (Алматинска област), ляв приток на река Каратал, вливаща се в езерото Балхаш. Дължина 205 km. Площ на водосборния басейн 4670 km².
Река Коксу води началото си под името Караарък от ледник, спускащ се по югозападния склон на планината Джунгарски Алатау, на 3390 m н.в., в непосредствена близост до границата с Китай. В горното и средното си течение протича в дълбока и тясна, на места каньоновидна долина. До около 44°37′ с. ш. 78°33′ и. д. / 44.616667° с. ш. 78.55° и. д., тече в западна посока, след което рязко завива на север-северозапад и запазва това генерално направление до устието си. В района на село Мамбет, на 46 km преди устието си излиза от планините и навлиза в южната част на Балхаш-Алаколската котловина. Влива се отляво в река Каратал, на 497 m н.в., на около 20 km западно от град Талдъкорган. Основен приток река Казан (ляв). Среден годишен отток при село Мамбет, на 46 km преди устието 57 m³/sec. На река Коксу са разположени селищата от градски тип Руднични и Балпикби.